# Districte de María Parado de Bellido
El districte de María Parado de Bellido és un dels sis districtes de la província de Cangallo, al Perú.
Les persones del districte són principalment ciutadans indígenes d’origen quítxua. El quítxua és la llengua que la majoria de la població (96,64%) va aprendre a parlar durant la infància; el 3,32% dels residents van començar a parlar usant la llengua espanyola (cens del Perú de 2007).
Rep el nom de María Parado de Bellido (5 de juliol de 1777 - 11 de maig de 1822), una revolucionària indígena peruana que va lluitar per la independència d'Espanya.